# パーラク・パニール
パーラク・パニール (Palak Paneer、発音 [paːlək pəniːɾ]) はパニールと、ホウレンソウのピュレによる濃厚なペーストからなるベジタリアン料理である。ヒンディー語、マラーティー語、グジャラート語、その他のインドの言語では「パーラク」と呼ばれる。
アメリカ合衆国やカナダのレストランでは、「パーラク・パニール」と「サーグ・パニール」は時に互換的に使われる。しかしながら、パーラク・パニールがホウレンソウだけを使用する一方、サーグ・パニールはカラシナといった他の葉物野菜を使用しているという点で伝統的なパーラク・パニールとは異なる料理である 。ダバという露天食堂ではパーラク・パニールの専門店をよく見ることができる。
歴史的には在来種を使用するサーグの方が先にあり、ホウレンソウがインドに普及するにあたってパーラク・パニールが発展したものと考えられている。サーグもパーラクも元々は田舎の人々の食事であり、素朴な自家製のサーグ・パニールやパーラク・パニールは栄養豊かで、重労働を行う田舎の農民たちの暮らしに適合した。現在は都会を含めたインド亜大陸全体で食されており、温かい思い出の味として愛されているという。

## 調理
パーラク・パニールの調理はホウレンソウをゆでてピュレにすることから始まる。それからトマトと刻んだ玉ねぎを炒めてピュレを加え、そこに角切りにして表面に色が着くまで炒めたパニールを加える。一般的に、スパイスとして生姜やニンニク、トマト、ガラムマサラ、ターメリック、チリパウダー、そしてクミンが使用される。ホウレンソウによりカルシウムや葉酸を多く摂取でき、またグルテンフリーの料理である。また、好みによりホウレンソウをチャード、黒キャベツ、ケールで代替することも可能であるという。

## 盛り付け

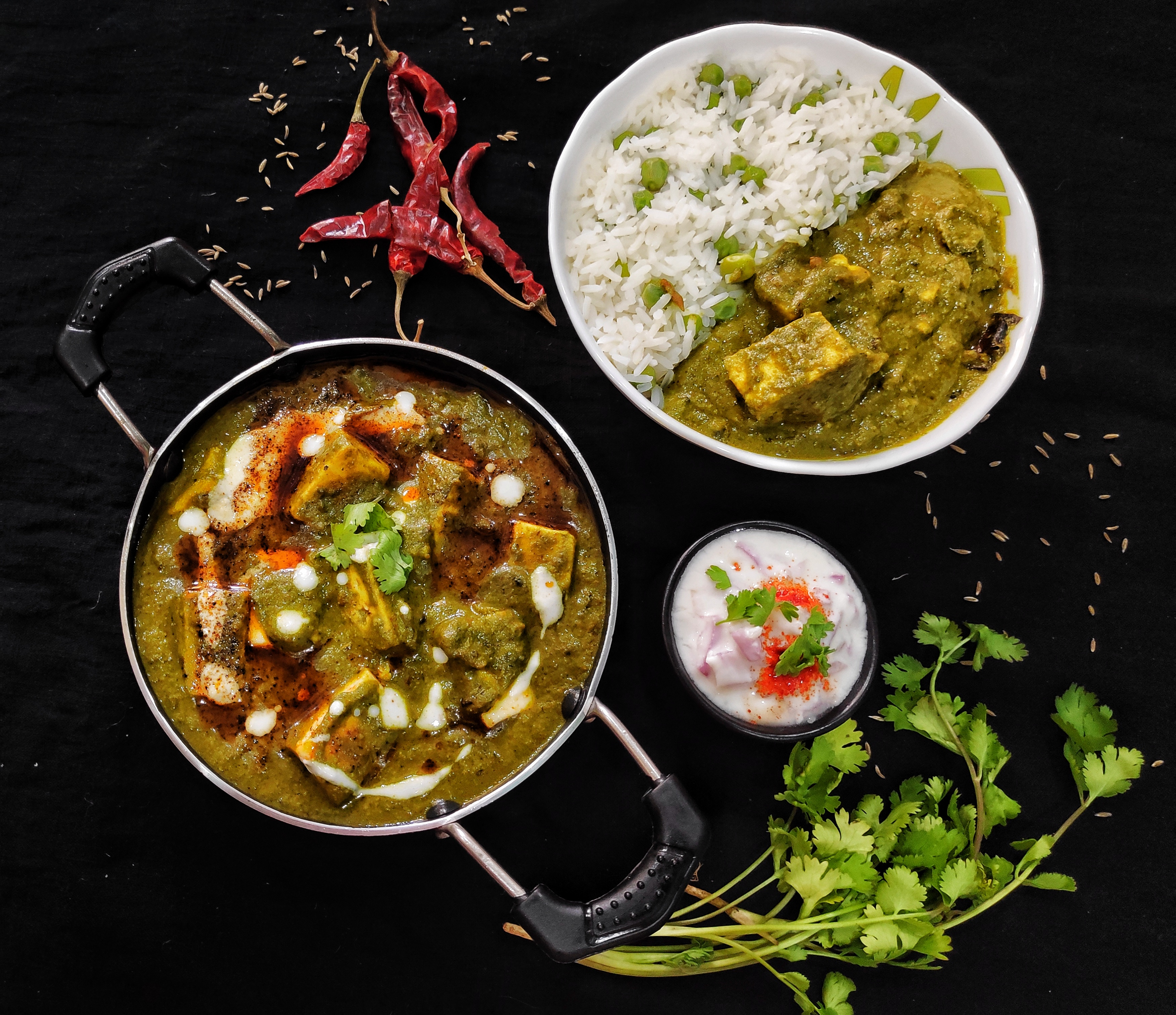
パーラク・パニール

パーラク・パニールは温かい状態で供される。ロティ、ナン、パラーター、マッキ・ディ・ロティ 、炊いた米とともにまた、より伝統的な方法では副菜として玉ねぎを添えることもある。
近年、パラーク・パニールとほかの料理との今までになかった組み合わせが出現している。2020年7月に、バンガロールに拠点を置くフードブロガーがパラーク・パニールにイドゥリを合わせたものを投稿した。この南北インド料理による普通でない組み合わせはツイッターやインスタグラムで議論を巻き起こした。2020年9月にベトナムのピザ店4P'sが国際平和デーのためのユニークなフュージョンピザを生み出した。その中の一つであるパーラク・パニールとチャプリ・カバーブのコラボピザは、インドとパキスタンの平和を象徴したものである。
日本ではインド料理店で食べられるほか、無印良品やカルディといった大手食料品店などで入手することができる。無印良品のカレーも製造しているにしき食品はパニールを蔵王のチーズ工場と提携して国内生産しており、日本人に合った食感に仕上げられているという。